# Рофе, Паскаль
Паскаль Рофе (фр.  Pascal Rophé; род. 1960, Париж) — французский дирижёр.

## Биография
Закончил Парижскую консерваторию. Завоевал вторую премию на Международном конкурсе молодых дирижёров в Безансоне (1988). Сотрудничал с Ensemble Intercontemporain, Пьером Булезом и Дэвидом Робертсоном. Выступал с большинством симфонических оркестров Франции, а также с оркестрами Великобритании, Нидерландов, Италии, Швейцарии, Японии. В 2006—2009 гг. возглавлял Льежский филармонический оркестр.

## Репертуар
Специализируется на исполнении современной симфонической и оперной музыки (Дебюсси, Стравинский, Шёнберг, Пуленк, Анри Дютийё, Луиджи Даллапиккола, Эммануэл Нуниш, М.Жаррель, Микаэль Левинас, Тристан Мюрай, Мишель Реверди, Режис Кампо, Паскаль Дюсапен, Эрик Танги, Брюно Мантовани и др.).